# 21515 Gavini
A 21515 Gavini (ideiglenes jelöléssel 1998 KR50) a Naprendszer kisbolygóövében található aszteroida. A LINEAR projekt keretében fedezték fel 1998. május 23-án.